# Colt New Line

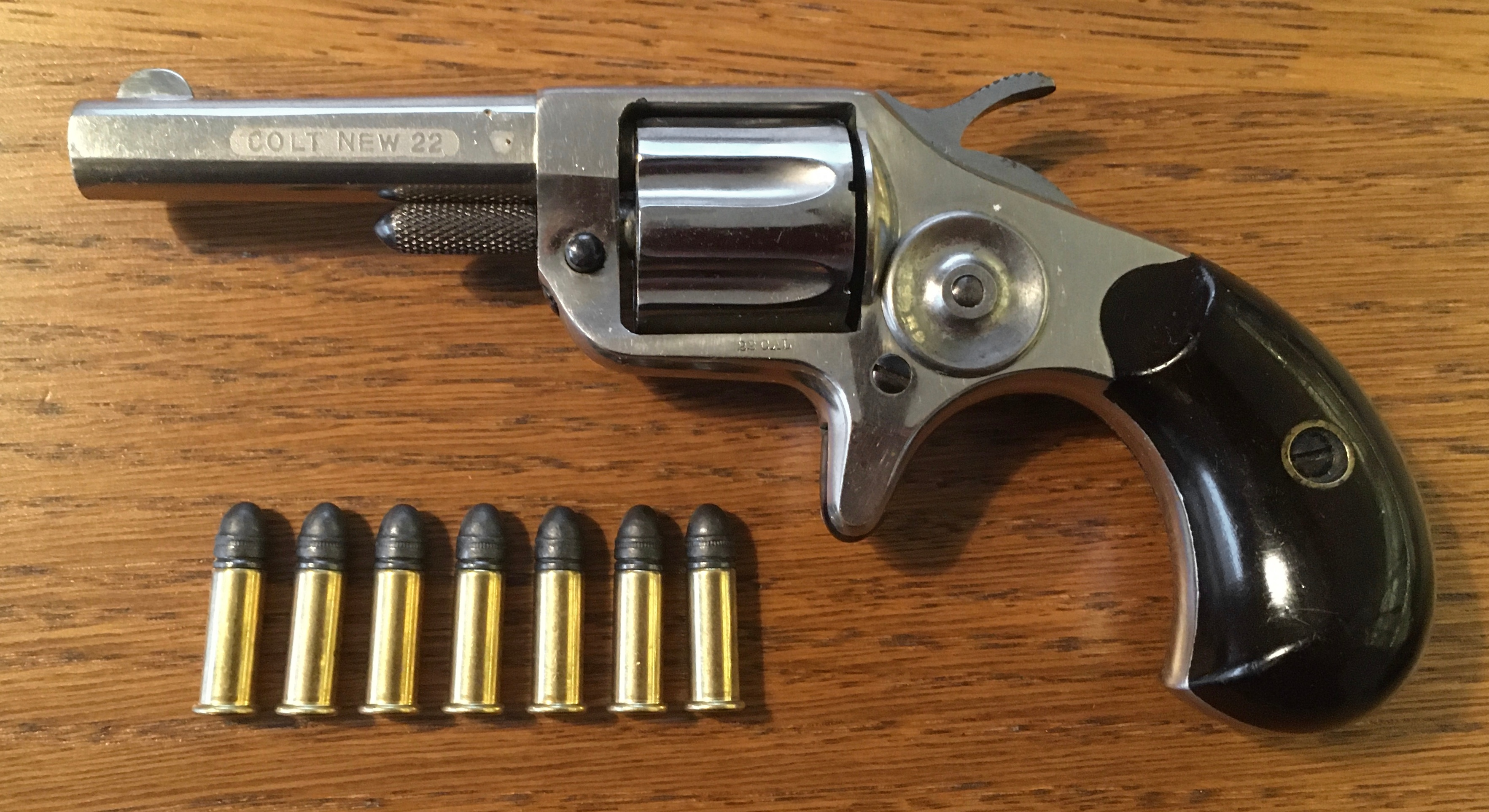
Um Colt New Line no calibre .22

O Colt New Line foi um revólver de ação simples fabricado pela Colt's Patent Fire Arms Manufacturing Company em 1873. Dois anos depois do Colt House Revolver (1871), um ano depois do Colt Open Top (1872) e quase simultaneamente com o Colt Peacemaker (1873), o Colt New Line foi um dos primeiros revólveres usando cartuchos metálicos carregados pela parte traseira da arma, fabricados pela Colt. Ele foi, juntamente com o Colt Open Top Pocket Model Revolver (1871), um dos primeiros revólveres de bolso usando cartuchos metálicos fabricados pela companhia.

## Calibres
O Colt New Line foi produzido para os seguintes calibres.
- Colt New Line .22: em produção de 1873 a 1877
- Colt New Line .30: em produção de 1874 a 1876
- Colt New Line .32: em produção de 1873 a 1884
- Colt New Line .38: em produção de 1874 a 1880
- Colt New Line .41: em produção de 1874 a 1879

A versão no calibre .22 era equipada com um cilindro de sete câmaras. Todas as outras quatro versões da arma tinham cilindros de cinco câmaras.

## Especificações (versão no calibre .38)
- Período de produção: 1874 - 1880
- Calibre: .38
- Pesot: 0,38 kg
- Tamanho do cano: 2,25 polegadas (5,12 cm), 4 polegadas (10,2 cm)
- Capacidade: cilindro de 5 câmaras
- Mecanismo do gatilho: ação simples
- Modeo de carregamento: pela parte traseira